# Puck (Sogno di una notte di mezza estate)

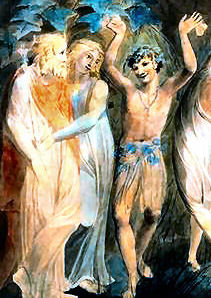
Oberon, Titania e Puck in un dipinto di William Blake (particolare)

Puck, o Robin Goodfellow, è un personaggio dell'opera Sogno di una notte di mezza estate di William Shakespeare, ispirato alla omonima figura della mitologia britannica.

## Apparizioni nella commedia
All'inizio anche Shakespeare - probabilmente per rendere subito riconoscibile al pubblico il personaggio e le sue caratteristiche - ritrae Puck come la tradizione lo vuole. Ecco come una Fata si rivolge a lui, presentandocelo, nei primi versi del secondo atto:
io non m’inganno, sei quel discolaccio, 

quel folletto bugiardo e malizioso 

che tutti chiamano Robin Bravomo. 

Non sei tu quel bizzoso spiritello 

che al villaggio spaventa le ragazze, 

che fa cagliare il latte dentro i secchi, 

che armeggia tra le pale del mulino, 

e si rende molesto alle massaie 

vanificando la loro fatica 

a sbattere la crema nella zangola? 

Ed altre volte a far schiumar la birra, 

o a far smarrire il cammino ai viandanti 

di notte, e ridere del loro disagio? 

E t’adoperi, invece, premuroso, 

ad aiutare nel loro lavoro, 

ed a portar fortuna 

a quelli che ti chiaman vezzeggiandoti, 
“mio caro diavoletto” e “dolce Puck”?»
((Trad G. Raponi - dal website liberliber))
La fantasia shakespeariana, però, trasforma presto Puck nel folletto che è ai servizi di Oberon, re delle fate e marito di Titania. 
 
Il Puck di Shakespeare diventa per certi versi il vero personaggio principale. Per errore o per capacità fa nascere l'azione, la segue per tutto il suo percorso, ne determina il lieto finale. Le caratteristiche del Puck della tradizione nordica: lo scherzo, il dispetto, vengono usate per simboleggiare la mutevolezza dell'amore.
e v’indurrò per volte e giravolte, 

per fossi, rovi, sassi, macchie e fratte. 

Ora sarò un segugio, ora un cavallo, 

ora un maiale, ora un orso che balla, 

ora v’apparirò fatua fiammella, 

or m’udrete latrare oppur nitrire 

ad ogni svolta, e ruggire e grugnire 

come un cane, un cavallo, un porcospino, 

un orso, una fiammata, a voi vicino.»
(Trad G. Raponi - ibid)
Puck è l'amore che nasconde prima e svela poi le reali sembianze fisiche e morali di chi finisce sotto le sue attenzioni. Infatti nell'opera shakespeariana Oberon, re degli abitanti della foresta dove i quattro amanti protagonisti si inoltrano, ordina a Puck di procurargli un fiore magico (una viola del pensiero) da cui estrarre un'essenza che, fatta cadere sulle palpebre di un dormiente, lo farà innamorare della prima persona che vedrà dopo il risveglio. Così Lisandro e non Demetrio si innamorerà di Elena, in questo modo Titania si innamorerà di Bottom, il capocomico degli attori dilettanti già trasformato (da Puck) in asino. Questa cecità dell'amore creerà una serie di situazioni intricate che si scioglieranno solo in conclusione della vicenda, quando, ancora per ordine di Oberon, Puck metterà fine alla sua stessa opera eliminando i sortilegi. Sarà quindi ancora l'amore che riuscirà a dipanare i grovigli, sentimentali e non, da lui stesso creati. 

È a Puck, infine, che Shakespeare assegna il compito di chiudere l'opera con la classica richiesta degli attori al loro pubblico: 
Think but this and all is mended.

That you have but slumbered here,

immaginate come se veduti 

ci aveste in sogno, e come una visione 

di fantasia la nostra apparizione.»
(Trad G. Raponi - ibid)

## Interpreti italiani famosi
1952: Auro Traverso regia di Alessandro Brissoni - 
1962: Valeria Moriconi regia di Franco Enriquez - 
1963: Giancarlo Giannini regia di Beppe Menegatti - 
1975: Emilio Bonucci regia di Mauro Bolognini - 
1982: Roberto Herlitzka regia di Antonio Calenda - 
1988: Roberto Sturno regia di Glauco Mauri - 
1997: Ferdinando Bruni regia di Elio De Capitani - 
2001: Pino L'Abbate regia di Tato Russo - 
2008: Giorgio Albertazzi regia di Giorgio Albertazzi - 
2011: Petra Magoni regia di Gioele Dix -
2015: Fabrizio Vona regia di Claudio Di Palma -

## Curiosità
- È stato dato il suo nome ad uno dei satelliti del pianeta Urano.
- A lui è ispirato un omonimo personaggio del videogioco Dota 2, della Valve Corporation.
- Nel videogioco Final Fantasy IX Puck è il figlio del re di Burmesia, ma malgrado il suo rango veste come un popolano e possiede un'indole ribelle e giocherellona.
- Nella serie animata Disney Gargoyles - Il risveglio degli eroi è presente il personaggio di Puck, folletto scherzoso figlio di Oberon ed ispirato proprio alla figura Shakespeariana.
- Nel film L'attimo fuggente, è interpretato da uno degli studenti nella messa in scena dell'opera.
- Rilevanza al nome è stata data anche dalla presenza di un folletto omonimo nel famoso manga Berserk di Kentarō Miura, che segue il protagonista Guts durante le sue avventure